# Liste des sénateurs français de 2011 à 2014
Pour les articles homonymes, voir Liste des sénateurs français.
Cet article donne la liste des 348 sénateurs de la période comprise entre les deux élections sénatoriales (2011-2014), soit élus à l'issue des élections sénatoriales de 2004,  2008 ou 2011 (170 sièges renouvelés lors de cette élection), soit suppléant les élus ayant été nommés au gouvernement ou décédés, soit élus à l'occasion d'élections sénatoriales partielles. 
Le Sénat est administré par un bureau élu après chaque renouvellement partiel. Les sénateurs sont répartis en commissions permanentes et en groupes parlementaires. 
Pour chaque sénateur, la liste précise son département d'élection, le groupe auquel il appartient ainsi que sa série. La série 1 correspond au renouvellement de 2011 pour un mandat se terminant en 2017, la série 2 aux renouvellements de 2004 et 2008 pour un mandat se terminant en 2014.
Lors de la nomination au gouvernement, du décès ou de la démission d'un sénateur, son suppléant devient sénateur (un mois après en cas d'acceptation d'une fonction gouvernementale). En outre, depuis la réforme constitutionnelle de 2008, les ministres élus quittant le gouvernement peuvent retrouver leur siège, sans passer par une élection partielle, à l'issue d'un délai d'un mois.

## Bureau du Sénat
Le Bureau du Sénat est constitué du président, des vice-présidents, des questeurs et des secrétaires du Sénat. 
- Président : Jean-Pierre Bel (SOC, Ariège)
- Vice-présidents (par nombre de suffrages obtenus) :
  - Bariza Khiari (SOC, Paris)
  - Jean-Pierre Raffarin (UMP, Vienne)
  - Christiane Demontès (SOC, Rhône) (élue le 29 avril 2014, en remplacement de Didier Guillaume élu président du groupe SOC)[3].
  - Thierry Foucaud (CRC, Seine-Maritime)
  - Jean-Léonce Dupont (UDI-UC, Calvados)
  - Jean-Patrick Courtois (UMP, Saône-et-Loire)
  - Charles Guené (UMP, Haute-Marne)
  - Jean-Claude Carle (UMP, Haute-Savoie)

- Questeurs :
  - Jean-Marc Todeschini (SOC, Moselle)
  - Gérard Dériot (UMP, Allier)
  - Alain Anziani (SOC, Gironde)

- Secrétaires du Sénat :
  - Pour le groupe SOC : Marc Daunis, Jean Desessard, Jacques Gillot, Odette Herviaux, Marie-Noëlle Lienemann
  - Pour le groupe UMP : Marie-Hélène des Esgaulx, Alain Dufaut, Hubert Falco, Jean-François Humbert, Catherine Procaccia
  - Pour le groupe UDI-UC : Jean Boyer
  - Pour le groupe CRC : Michelle Demessine, Gérard Le Cam
  - Pour le groupe du RDSE : François Fortassin

## Commissions permanentes du Sénat
Les présidents des sept commissions permanentes sont :
- Commission des Finances : Philippe Marini (UMP, Oise)
- Commission des Lois constitutionnelles, de législation, du suffrage universel, du Règlement et d'administration générale : Jean-Pierre Sueur (SOC, Loiret)
- Commission des Affaires étrangères, de la Défense et des Forces armées : Jean-Louis Carrère (SOC, Landes)
- commission des affaires économiques : Daniel Raoul (SOC, Maine-et-Loire)
- Commission des Affaires sociales : Annie David (CRC, Isère)
- Commission de la Culture, de l'Éducation et de la Communication : Marie-Christine Blandin (EELV, Nord)
- Commission du Développement durable, des Infrastructures, de l'Équipement et de l'Aménagement du territoire : Raymond Vall (RDSE, Gers)

À ces sept commissions permanentes, il convient d'ajouter la  commission des Affaires européennes, instituée en 2008, et présidée par Simon Sutour (SOC, Gard).

## Groupes parlementaires
Les présidents des groupes parlementaires sont (par ordre décroissant de la taille du groupe) :
- Groupe UMP (130 sénateurs) : Jean-Claude Gaudin (Bouches-du-Rhône), réélu le 27 septembre 2011
- Groupe SOC (128 sénateurs) : Didier Guillaume (Drôme), élu le 15 avril 2014 à la suite de la nomination de François Rebsamen au gouvernement.
- Groupe UDI-UC (31 sénateurs) : François Zocchetto (Mayenne), réélu le 28 septembre 2011
- Groupe CRC-SPG (21 sénateurs) : Éliane Assassi (Seine-Saint-Denis), élue le 19 septembre 2012
- Groupe du RDSE (19 sénateurs) : Jacques Mézard (Cantal), élu le 28 septembre 2011
- Groupe écologiste (10 sénateurs) : Jean-Vincent Placé (Essonne), élu le 11 janvier 2012
- RASNAG (6 sénateurs) : Philippe Adnot (Aube), délégué

Pour mémoire: 2 postes vacants.

## Partis représentés
- Front de gauche :
  - Parti communiste français : 19
  - Parti communiste réunionnais : 1
  - Mouvement unitaire progressiste : 1

- Majorité présidentielle :
  - Parti socialiste : 117
  - Divers gauche :
    - Mouvement populaire franciscain : 1
    - Walwari : 1
    - Guadeloupe unie, socialisme et réalités : 1
    - Parti progressiste martiniquais : 1
    - Union pour la démocratie : 1 du Tavini Huiraatira
    - Sans étiquette : 7
      - Exclu du PS pour dissidence : 2 (1 à l'occasion des sénatoriales de 2011, 1 à l'occasion des régionales de 2010)
      - N'ayant jamais appartenu à aucun parti : 5

  - Parti radical de gauche : 11
  - Europe Écologie Les Verts : 10
  - MRC : 1

- Mouvement démocrate : 4

- Droite parlementaire :
  - Union pour un mouvement populaire et divers droite : 132
  - Nouveau Centre : 12
  - Parti radical : 7
  - La Gauche moderne : 1
  - Alliance centriste : 7
  - Mouvement libéral et modéré : 1
  - Démocratie et république : 1
  - Mouvement pour la France : 1
  - Tahoeraa huiraatira : 1

## Liste des sénateurs à l'issue de la période
| Nom                        | Année de naissance |  | Groupe            | Circonscription                 | Série |
| -------------------------- | ------------------ |  | ----------------- | ------------------------------- | ----- |
| Philippe Adnot             | 1945               |  | RASNAG            | Aube                            | 2     |
| Leila Aïchi                | 1970               |  | Groupe écologiste | Paris                           | 1     |
| Nicolas Alfonsi            | 1936               |  | RDSE              | Corse-du-Sud                    | 2     |
| Jacqueline Alquier         | 1947               |  | SOC               | Tarn                            | 2     |
| Jean-Paul Amoudry          | 1950               |  | UDI-UC            | Haute-Savoie                    | 2     |
| Michèle André              | 1947               |  | SOC               | Puy-de-Dôme                     | 1     |
| Pierre André               | 1947               |  | UMP               | Aisne                           | 2     |
| Serge Andreoni             | 1940               |  | SOC               | Bouches-du-Rhône                | 2     |
| Maurice Antiste            | 1953               |  | SOC               | Martinique                      | 1     |
| Jean-Étienne Antoinette    | 1966               |  | SOC               | Guyane                          | 2     |
| Alain Anziani              | 1951               |  | SOC               | Gironde                         | 2     |
| Aline Archimbaud           | 1948               |  | Groupe écologiste | Seine-Saint-Denis               | 1     |
| Éliane Assassi             | 1958               |  | CRC               | Seine-Saint-Denis               | 1     |
| David Assouline            | 1959               |  | SOC               | Paris                           | 1     |
| Bertrand Auban             | 1947               |  | SOC               | Haute-Garonne                   | 2     |
| Dominique Bailly           | 1960               |  | SOC               | Nord                            | 1     |
| Gérard Bailly              | 1940               |  | UMP               | Jura                            | 1     |
| Gilbert Barbier            | 1940               |  | RDSE              | Jura                            | 1     |
| Philippe Bas               | 1958               |  | UMP               | Manche                          | 1     |
| Delphine Bataille          | 1969               |  | SOC               | Nord                            | 1     |
| Jean-Michel Baylet         | 1946               |  | RDSE              | Tarn-et-Garonne                 | 2     |
| Marie-France Beaufils      | 1946               |  | CRC               | Indre-et-Loire                  | 1     |
| René Beaumont              | 1940               |  | UMP               | Saône-et-Loire                  | 2     |
| Christophe Béchu           | 1974               |  | UMP               | Maine-et-Loire                  | 1     |
| Michel Bécot               | 1939               |  | UMP               | Deux-Sèvres                     | 2     |
| Jean-Pierre Bel            | 1951               |  | SOC               | Ariège                          | 2     |
| Claude Belot               | 1936               |  | UMP               | Charente-Maritime               | 2     |
| Esther Benbassa            | 1950               |  | Groupe écologiste | Val-de-Marne                    | 1     |
| Claude Bérit-Débat         | 1946               |  | SOC               | Dordogne                        | 2     |
| Pierre Bernard-Reymond     | 1944               |  | RASNAG            | Hautes-Alpes                    | 2     |
| Michel Berson              | 1945               |  | SOC               | Essonne                         | 1     |
| Jacques Berthou            | 1940               |  | SOC               | Ain                             | 2     |
| Alain Bertrand             | 1951               |  | RDSE              | Lozère                          | 1     |
| Jean Besson                | 1948               |  | SOC               | Drôme                           | 2     |
| Joël Billard               | 1953               |  | UMP               | Eure-et-Loir                    | 2     |
| Michel Billout             | 1958               |  | CRC               | Seine-et-Marne                  | 1     |
| Jean Bizet                 | 1947               |  | UMP               | Manche                          | 1     |
| Marie-Christine Blandin    | 1952               |  | Groupe écologiste | Nord                            | 1     |
| Maryvonne Blondin          | 1947               |  | SOC               | Finistère                       | 2     |
| Jean-Marie Bockel          | 1950               |  | UDI-UC            | Haut-Rhin                       | 2     |
| Éric Bocquet               | 1957               |  | CRC               | Nord                            | 1     |
| Nicole Bonnefoy            | 1958               |  | SOC               | Charente                        | 2     |
| Françoise Boog             | 1960               |  | UMP               | Haut-Rhin                       | 2     |
| Patricia Bordas            | 1956               |  | SOC               | Corrèze                         | 2     |
| Pierre Bordier             | 1945               |  | UMP               | Yonne                           | 2     |
| Jean-Pierre Bosino         | 1959               |  | CRC               | Oise                            | 1     |
| Yannick Botrel             | 1951               |  | SOC               | Côtes-d'Armor                   | 2     |
| Natacha Bouchart           | 1963               |  | UMP               | Pas-de-Calais                   | 1     |
| Corinne Bouchoux           | 1964               |  | Groupe écologiste | Maine-et-Loire                  | 1     |
| Joël Bourdin               | 1938               |  | UMP               | Eure                            | 2     |
| Martial Bourquin           | 1952               |  | SOC               | Doubs                           | 2     |
| Bernadette Bourzai         | 1945               |  | SOC               | Corrèze                         | 2     |
| Michel Boutant             | 1956               |  | SOC               | Charente                        | 2     |
| Jean Boyer                 | 1937               |  | UDI-UC            | Haute-Loire                     | 1     |
| Nicole Bricq               | 1947               |  | SOC               | Seine-et-Marne                  | 1     |
| Marie-Thérèse Bruguière    | 1942               |  | UMP               | Hérault                         | 2     |
| François-Noël Buffet       | 1963               |  | UMP               | Rhône                           | 2     |
| Jean-Pierre Caffet         | 1951               |  | SOC               | Paris                           | 1     |
| François Calvet            | 1953               |  | UMP               | Pyrénées-Orientales             | 1     |
| Pierre Camani              | 1952               |  | SOC               | Lot-et-Garonne                  | 1     |
| Christian Cambon           | 1948               |  | UMP               | Val-de-Marne                    | 1     |
| Claire-Lise Campion        | 1951               |  | SOC               | Essonne                         | 1     |
| Jean-Pierre Cantegrit      | 1933               |  | UMP               | Français établis hors de France | 1     |
| Vincent Capo-Canellas      | 1967               |  | UDI-UC            | Seine-Saint-Denis               | 1     |
| Jean-Noël Cardoux          | 1946               |  | UMP               | Loiret                          | 1     |
| Jean-Claude Carle          | 1948               |  | UMP               | Haute-Savoie                    | 2     |
| Jean-Louis Carrère         | 1944               |  | SOC               | Landes                          | 1     |
| Françoise Cartron          | 1949               |  | SOC               | Gironde                         | 2     |
| Luc Carvounas              | 1971               |  | SOC               | Val-de-Marne                    | 1     |
| Caroline Cayeux            | 1948               |  | UMP               | Oise                            | 1     |
| Bernard Cazeau             | 1939               |  | SOC               | Dordogne                        | 2     |
| Gérard César               | 1934               |  | UMP               | Gironde                         | 2     |
| Pierre Charon              | 1951               |  | UMP               | Paris                           | 1     |
| Yves Chastan               | 1948               |  | SOC               | Ardèche                         | 2     |
| Alain Chatillon            | 1943               |  | UMP               | Haute-Garonne                   | 2     |
| Jean-Pierre Chauveau       | 1942               |  | UMP               | Sarthe                          | 2     |
| Jean-Pierre Chevènement    | 1939               |  | RDSE              | Territoire de Belfort           | 2     |
| Jacques Chiron             | 1949               |  | SOC               | Isère                           | 1     |
| Karine Claireaux           | 1963               |  | SOC               | Saint-Pierre-et-Miquelon        | 1     |
| Marcel-Pierre Cléach       | 1934               |  | UMP               | Sarthe                          | 2     |
| Laurence Cohen             | 1953               |  | CRC               | Val-de-Marne                    | 1     |
| Christian Cointat          | 1943               |  | UMP               | Français établis hors de France | 2     |
| Yvon Collin                | 1944               |  | RDSE              | Tarn-et-Garonne                 | 2     |
| Gérard Collomb             | 1947               |  | SOC               | Rhône                           | 2     |
| Pierre-Yves Collombat      | 1945               |  | RDSE              | Var                             | 2     |
| Hélène Conway-Mouret       | 1960               |  | SOC               | Français établis hors de France | 1     |
| Jacques Cornano            | 1956               |  | SOC               | Guadeloupe                      | 1     |
| Gérard Cornu               | 1952               |  | UMP               | Eure-et-Loir                    | 2     |
| Raymond Couderc            | 1946               |  | UMP               | Hérault                         | 2     |
| Roland Courteau            | 1943               |  | SOC               | Aude                            | 2     |
| Jean-Patrick Courtois      | 1951               |  | UMP               | Saône-et-Loire                  | 2     |
| Cécile Cukierman           | 1976               |  | CRC               | Loire                           | 1     |
| Philippe Dallier           | 1962               |  | UMP               | Seine-Saint-Denis               | 1     |
| Ronan Dantec               | 1963               |  | Groupe écologiste | Loire-Atlantique                | 1     |
| Philippe Darniche          | 1943               |  | RASNAG            | Vendée                          | 2     |
| Serge Dassault             | 1925               |  | UMP               | Essonne                         | 1     |
| Yves Daudigny              | 1947               |  | SOC               | Aisne                           | 2     |
| Marc Daunis                | 1955               |  | SOC               | Alpes-Maritimes                 | 2     |
| Annie David                | 1963               |  | CRC               | Isère                           | 1     |
| Isabelle Debré             | 1957               |  | UMP               | Hauts-de-Seine                  | 1     |
| Robert del Picchia         | 1942               |  | UMP               | Français établis hors de France | 2     |
| Vincent Delahaye           | 1959               |  | UDI-UC            | Essonne                         | 1     |
| Francis Delattre           | 1946               |  | UMP               | Val-d'Oise                      | 1     |
| Michel Delebarre           | 1946               |  | SOC               | Nord                            | 1     |
| Jean-Pierre Demerliat      | 1943               |  | SOC               | Haute-Vienne                    | 2     |
| Michelle Demessine         | 1947               |  | CRC               | Nord                            | 1     |
| Christiane Demontès        | 1954               |  | SOC               | Rhône                           | 2     |
| Marcel Deneux              | 1928               |  | UDI-UC            | Somme                           | 2     |
| Gérard Dériot              | 1944               |  | UMP               | Allier                          | 2     |
| Catherine Deroche          | 1953               |  | UMP               | Maine-et-Loire                  | 1     |
| Jean Desessard             | 1952               |  | Groupe écologiste | Paris                           | 1     |
| Félix Desplan              | 1943               |  | SOC               | Guadeloupe                      | 1     |
| Yves Détraigne             | 1954               |  | UDI-UC            | Marne                           | 1     |
| Évelyne Didier             | 1948               |  | CRC               | Meurthe-et-Moselle              | 1     |
| Claude Dilain              | 1948               |  | SOC               | Seine-Saint-Denis               | 1     |
| Muguette Dini              | 1940               |  | UDI-UC            | Rhône                           | 2     |
| Éric Doligé                | 1943               |  | UMP               | Loiret                          | 1     |
| Claude Domeizel            | 1940               |  | SOC               | Alpes-de-Haute-Provence         | 2     |
| Philippe Dominati          | 1954               |  | UMP               | Paris                           | 1     |
| Daniel Dubois              | 1952               |  | UDI-UC            | Somme                           | 2     |
| Marie-Annick Duchêne       | 1940               |  | UMP               | Yvelines                        | 1     |
| Alain Dufaut               | 1944               |  | UMP               | Vaucluse                        | 2     |
| André Dulait               | 1937               |  | UMP               | Deux-Sèvres                     | 2     |
| Ambroise Dupont            | 1937               |  | UMP               | Calvados                        | 2     |
| Jean-Léonce Dupont         | 1955               |  | UDI-UC            | Calvados                        | 2     |
| Josette Durrieu            | 1937               |  | SOC               | Hautes-Pyrénées                 | 1     |
| Louis Duvernois            | 1941               |  | UMP               | Français établis hors de France | 1     |
| Vincent Eblé               | 1957               |  | SOC               | Seine-et-Marne                  | 1     |
| Anne Emery-Dumas           | 1959               |  | SOC               | Nièvre                          | 1     |
| Jean-Paul Émorine          | 1944               |  | UMP               | Saône-et-Loire                  | 2     |
| Anne-Marie Escoffier       | 1942               |  | RDSE              | Aveyron                         | 2     |
| Marie-Hélène des Esgaulx   | 1950               |  | UMP               | Gironde                         | 2     |
| Philippe Esnol             | 1954               |  | RDSE              | Yvelines                        | 1     |
| Frédérique Espagnac        | 1972               |  | SOC               | Pyrénées-Atlantiques            | 1     |
| Hubert Falco               | 1947               |  | UMP               | Var                             | 2     |
| Alain Fauconnier           | 1945               |  | SOC               | Aveyron                         | 2     |
| Christian Favier           | 1951               |  | CRC               | Val-de-Marne                    | 1     |
| Françoise Férat            | 1949               |  | UDI-UC            | Marne                           | 1     |
| André Ferrand              | 1936               |  | UMP               | Français établis hors de France | 2     |
| Jean-Luc Fichet            | 1953               |  | SOC               | Finistère                       | 2     |
| Jean-Jacques Filleul       | 1943               |  | SOC               | Indre-et-Loire                  | 1     |
| Guy Fischer                | 1944               |  | CRC               | Rhône                           | 2     |
| Michel Fontaine            | 1952               |  | UMP               | La Réunion                      | 1     |
| François Fortassin         | 1939               |  | RDSE              | Hautes-Pyrénées                 | 1     |
| Thierry Foucaud            | 1954               |  | CRC               | Seine-Maritime                  | 2     |
| Alain Fouché               | 1942               |  | UMP               | Vienne                          | 2     |
| Bernard Fournier           | 1946               |  | UMP               | Loire                           | 1     |
| Jean-Paul Fournier         | 1945               |  | UMP               | Gard                            | 2     |
| Christophe-André Frassa    | 1968               |  | UMP               | Français établis hors de France | 2     |
| Jean-Claude Frécon         | 1944               |  | SOC               | Loire                           | 1     |
| Pierre Frogier             | 1950               |  | UMP               | Nouvelle-Calédonie              | 1     |
| Yann Gaillard              | 1936               |  | UMP               | Aube                            | 2     |
| Marie-Françoise Gaouyer    | 1949               |  | SOC               | Seine-Maritime                  | 2     |
| René Garrec                | 1934               |  | UMP               | Calvados                        | 2     |
| Joëlle Garriaud-Maylam     | 1955               |  | UMP               | Français établis hors de France | 1     |
| André Gattolin             | 1960               |  | Groupe écologiste | Hauts-de-Seine                  | 1     |
| Jean-Claude Gaudin         | 1939               |  | UMP               | Bouches-du-Rhône                | 2     |
| Jacques Gautier            | 1946               |  | UMP               | Hauts-de-Seine                  | 1     |
| Patrice Gélard             | 1938               |  | UMP               | Seine-Maritime                  | 2     |
| Catherine Génisson         | 1949               |  | SOC               | Pas-de-Calais                   | 1     |
| Jean Germain               | 1947               |  | SOC               | Indre-et-Loire                  | 1     |
| Samia Ghali                | 1968               |  | SOC               | Bouches-du-Rhône                | 2     |
| Bruno Gilles               | 1960               |  | UMP               | Bouches-du-Rhône                | 2     |
| Dominique Gillot           | 1949               |  | SOC               | Val-d'Oise                      | 1     |
| Jacques Gillot             | 1948               |  | SOC               | Guadeloupe                      | 1     |
| Éliane Giraud              | 1952               |  | SOC               | Isère                           | 1     |
| Colette Giudicelli         | 1943               |  | UMP               | Alpes-Maritimes                 | 2     |
| Jean-Pierre Godefroy       | 1944               |  | SOC               | Manche                          | 1     |
| Brigitte Gonthier-Maurin   | 1956               |  | CRC               | Hauts-de-Seine                  | 1     |
| Gaëtan Gorce               | 1958               |  | SOC               | Nièvre                          | 1     |
| Nathalie Goulet            | 1958               |  | UDI-UC            | Orne                            | 1     |
| Jacqueline Gourault        | 1950               |  | UDI-UC            | Loir-et-Cher                    | 1     |
| Alain Gournac              | 1943               |  | UMP               | Yvelines                        | 1     |
| Sylvie Goy-Chavent         | 1963               |  | UDI-UC            | Ain                             | 2     |
| Francis Grignon            | 1944               |  | UMP               | Bas-Rhin                        | 2     |
| François Grosdidier        | 1961               |  | UMP               | Moselle                         | 1     |
| Charles Guené              | 1952               |  | UMP               | Haute-Marne                     | 1     |
| Jean-Noël Guérini          | 1951               |  | SOC               | Bouches-du-Rhône                | 2     |
| Joël Guerriau              | 1957               |  | UDI-UC            | Loire-Atlantique                | 1     |
| Didier Guillaume           | 1959               |  | SOC               | Drôme                           | 2     |
| Claude Haut                | 1944               |  | SOC               | Vaucluse                        | 2     |
| Pierre Hérisson            | 1945               |  | UMP               | Haute-Savoie                    | 2     |
| Edmond Hervé               | 1942               |  | SOC               | Ille-et-Vilaine                 | 2     |
| Odette Herviaux            | 1948               |  | SOC               | Morbihan                        | 1     |
| Michel Houel               | 1942               |  | UMP               | Seine-et-Marne                  | 1     |
| Alain Houpert              | 1957               |  | UMP               | Côte-d'Or                       | 2     |
| Robert Hue                 | 1946               |  | RDSE              | Val-d'Oise                      | 1     |
| Jean-François Humbert      | 1952               |  | UMP               | Doubs                           | 2     |
| Christiane Hummel          | 1942               |  | UMP               | Var                             | 2     |
| Benoît Huré                | 1953               |  | UMP               | Ardennes                        | 2     |
| Jean-François Husson       | 1961               |  | RASNAG            | Meurthe-et-Moselle              | 1     |
| Jean-Jacques Hyest         | 1943               |  | UMP               | Seine-et-Marne                  | 1     |
| Pierre Jarlier             | 1954               |  | UDI-UC            | Cantal                          | 2     |
| Claude Jeannerot           | 1945               |  | SOC               | Doubs                           | 2     |
| Sophie Joissains           | 1969               |  | UMP               | Bouches-du-Rhône                | 2     |
| Chantal Jouanno            | 1969               |  | UDI-UC            | Paris                           | 1     |
| Philippe Kaltenbach        | 1966               |  | SOC               | Hauts-de-Seine                  | 1     |
| Christiane Kammermann      | 1932               |  | UMP               | Français établis hors de France | 1     |
| Roger Karoutchi            | 1951               |  | UMP               | Hauts-de-Seine                  | 1     |
| Fabienne Keller            | 1959               |  | UMP               | Bas-Rhin                        | 2     |
| Ronan Kerdraon             | 1962               |  | SOC               | Côtes-d'Armor                   | 2     |
| Bariza Khiari              | 1946               |  | SOC               | Paris                           | 1     |
| Virginie Klès              | 1961               |  | SOC               | Ille-et-Vilaine                 | 2     |
| Yves Krattinger            | 1948               |  | SOC               | Haute-Saône                     | 2     |
| Georges Labazée            | 1943               |  | SOC               | Pyrénées-Atlantiques            | 1     |
| Joël Labbé                 | 1952               |  | Groupe écologiste | Morbihan                        | 1     |
| Françoise Laborde          | 1958               |  | RDSE              | Haute-Garonne                   | 2     |
| Isabelle Lajoux            | 1960               |  | SOC               | Côte-d'Or                       | 2     |
| Marc Laménie               | 1956               |  | UMP               | Ardennes                        | 2     |
| Élisabeth Lamure           | 1947               |  | UMP               | Rhône                           | 2     |
| Gérard Larcher             | 1949               |  | UMP               | Yvelines                        | 1     |
| Serge Larcher              | 1945               |  | SOC               | Martinique                      | 1     |
| Jean-Jacques Lasserre      | 1947               |  | UDI-UC            | Pyrénées-Atlantiques            | 1     |
| Robert Laufoaulu           | 1947               |  | UMP               | Wallis-et-Futuna                | 2     |
| Daniel Laurent             | 1949               |  | UMP               | Charente-Maritime               | 2     |
| Françoise Laurent-Perrigot | 1950               |  | SOC               | Gard                            | 2     |
| Pierre Laurent             | 1957               |  | CRC               | Paris                           | 1     |
| Gérard Le Cam              | 1954               |  | CRC               | Côtes-d'Armor                   | 2     |
| Jean-René Lecerf           | 1951               |  | UMP               | Nord                            | 1     |
| Jean-Yves Leconte          | 1966               |  | SOC               | Français établis hors de France | 1     |
| Antoine Lefèvre            | 1966               |  | UMP               | Aisne                           | 2     |
| Jacques Legendre           | 1941               |  | UMP               | Nord                            | 1     |
| Dominique de Legge         | 1952               |  | UMP               | Ille-et-Vilaine                 | 2     |
| Jean-Pierre Leleux         | 1947               |  | UMP               | Alpes-Maritimes                 | 2     |
| Jacky Le Menn              | 1941               |  | SOC               | Ille-et-Vilaine                 | 2     |
| Jean-Claude Lenoir         | 1944               |  | UMP               | Orne                            | 1     |
| Claudine Lepage            | 1949               |  | SOC               | Français établis hors de France | 2     |
| Jean-Claude Leroy          | 1952               |  | SOC               | Pas-de-Calais                   | 1     |
| Philippe Leroy             | 1940               |  | UMP               | Moselle                         | 1     |
| Michel Le Scouarnec        | 1949               |  | CRC               | Morbihan                        | 1     |
| Valérie Létard             | 1962               |  | UDI-UC            | Nord                            | 1     |
| Marie-Noëlle Lienemann     | 1951               |  | SOC               | Paris                           | 1     |
| Gérard Longuet             | 1946               |  | UMP               | Meuse                           | 1     |
| Jeanny Lorgeoux            | 1950               |  | SOC               | Loir-et-Cher                    | 1     |
| Jean-Jacques Lozach        | 1954               |  | SOC               | Creuse                          | 2     |
| Roland du Luart            | 1940               |  | UMP               | Sarthe                          | 2     |
| Roger Madec                | 1950               |  | SOC               | Paris                           | 1     |
| Philippe Madrelle          | 1937               |  | SOC               | Gironde                         | 2     |
| Jacques-Bernard Magner     | 1952               |  | SOC               | Puy-de-Dôme                     | 1     |
| Michel Magras              | 1954               |  | UMP               | Saint-Barthélemy                | 2     |
| Hermeline Malherbe-Laurent | 1969               |  | RDSE              | Pyrénées-Orientales             | 1     |
| François Marc              | 1950               |  | SOC               | Finistère                       | 2     |
| Didier Marie               | 1960               |  | SOC               | Seine-Maritime                  | 2     |
| Philippe Marini            | 1950               |  | UMP               | Oise                            | 1     |
| Hervé Marseille            | 1954               |  | UDI-UC            | Hauts-de-Seine                  | 1     |
| Pierre Martin              | 1953               |  | UMP               | Somme                           | 2     |
| Jean-Pierre Masseret       | 1944               |  | SOC               | Moselle                         | 1     |
| Jean-Louis Masson          | 1947               |  | RASNAG            | Moselle                         | 1     |
| Hélène Masson-Maret        | 1947               |  | UMP               | Alpes-Maritimes                 | 2     |
| Hervé Maurey               | 1961               |  | UDI-UC            | Eure                            | 2     |
| Jean-François Mayet        | 1940               |  | UMP               | Indre                           | 2     |
| Rachel Mazuir              | 1940               |  | SOC               | Ain                             | 2     |
| Colette Mélot              | 1947               |  | UMP               | Seine-et-Marne                  | 1     |
| Jean-Claude Merceron       | 1942               |  | UDI-UC            | Vendée                          | 2     |
| Michelle Meunier           | 1956               |  | SOC               | Loire-Atlantique                | 1     |
| Jacques Mézard             | 1947               |  | RDSE              | Cantal                          | 2     |
| Danielle Michel            | 1947               |  | SOC               | Landes                          | 1     |
| Jean-Pierre Michel         | 1938               |  | SOC               | Haute-Saône                     | 2     |
| Alain Milon                | 1947               |  | UMP               | Vaucluse                        | 2     |
| Gérard Miquel              | 1946               |  | SOC               | Lot                             | 1     |
| Jean-Jacques Mirassou      | 1952               |  | SOC               | Haute-Garonne                   | 2     |
| Thani Mohamed Soilihi      | 1972               |  | SOC               | Mayotte                         | 1     |
| Aymeri de Montesquiou      | 1942               |  | UDI-UC            | Gers                            | 2     |
| Albéric de Montgolfier     | 1964               |  | UMP               | Eure-et-Loir                    | 2     |
| Catherine Morin-Desailly   | 1960               |  | UDI-UC            | Seine-Maritime                  | 2     |
| Philippe Nachbar           | 1950               |  | UMP               | Meurthe-et-Moselle              | 1     |
| Christian Namy             | 1938               |  | UDI-UC            | Meuse                           | 1     |
| Robert Navarro             | 1952               |  | SOC               | Hérault                         | 2     |
| Louis Nègre                | 1947               |  | UMP               | Alpes-Maritimes                 | 2     |
| Alain Néri                 | 1942               |  | SOC               | Puy-de-Dôme                     | 1     |
| Renée Nicoux               | 1951               |  | SOC               | Creuse                          | 2     |
| Isabelle Pasquet           | 1962               |  | CRC               | Bouches-du-Rhône                | 2     |
| Jean-Marc Pastor           | 1950               |  | SOC               | Tarn                            | 2     |
| Georges Patient            | 1949               |  | SOC               | Guyane                          | 2     |
| François Patriat           | 1943               |  | SOC               | Côte-d'Or                       | 2     |
| Philippe Paul              | 1965               |  | UMP               | Finistère                       | 2     |
| Daniel Percheron           | 1942               |  | SOC               | Pas-de-Calais                   | 1     |
| Jean-Claude Peyronnet      | 1940               |  | SOC               | Haute-Vienne                    | 2     |
| Jackie Pierre              | 1946               |  | UMP               | Vosges                          | 2     |
| Jean-Jacques Pignard       | 1947               |  | UDI-UC            | Rhône                           | 2     |
| François Pillet            | 1950               |  | UMP               | Cher                            | 2     |
| Xavier Pintat              | 1954               |  | UMP               | Gironde                         | 2     |
| Louis Pinton               | 1948               |  | UMP               | Indre                           | 2     |
| Bernard Piras              | 1942               |  | SOC               | Drôme                           | 2     |
| Jean-Vincent Placé         | 1968               |  | Groupe écologiste | Essonne                         | 1     |
| Jean-Pierre Plancade       | 1949               |  | RDSE              | Haute-Garonne                   | 2     |
| Hervé Poher                | 1952               |  | SOC               | Pas-de-Calais                   | 1     |
| Rémy Pointereau            | 1953               |  | UMP               | Cher                            | 2     |
| Christian Poncelet         | 1928               |  | UMP               | Vosges                          | 2     |
| Ladislas Poniatowski       | 1946               |  | UMP               | Eure                            | 2     |
| Hugues Portelli            | 1947               |  | UMP               | Val-d'Oise                      | 1     |
| Roland Povinelli           | 1941               |  | SOC               | Bouches-du-Rhône                | 2     |
| Yves Pozzo di Borgo        | 1948               |  | UDI-UC            | Paris                           | 1     |
| Sophie Primas              | 1962               |  | UMP               | Yvelines                        | 1     |
| Catherine Procaccia        | 1949               |  | UMP               | Val-de-Marne                    | 1     |
| Jean-Pierre Raffarin       | 1948               |  | UMP               | Vienne                          | 2     |
| Marcel Rainaud             | 1940               |  | SOC               | Aude                            | 2     |
| Henri de Raincourt         | 1948               |  | UMP               | Yonne                           | 2     |
| Daniel Raoul               | 1941               |  | SOC               | Maine-et-Loire                  | 1     |
| André Reichardt            | 1949               |  | UMP               | Bas-Rhin                        | 2     |
| Daniel Reiner              | 1941               |  | SOC               | Meurthe-et-Moselle              | 1     |
| Thierry Repentin           | 1963               |  | SOC               | Savoie                          | 2     |
| Jean-Claude Requier        | 1947               |  | RDSE              | Lot                             | 1     |
| Bruno Retailleau           | 1960               |  | UMP               | Vendée                          | 2     |
| Charles Revet              | 1937               |  | UMP               | Seine-Maritime                  | 2     |
| Alain Richard              | 1945               |  | SOC               | Val-d'Oise                      | 1     |
| Roland Ries                | 1945               |  | SOC               | Bas-Rhin                        | 2     |
| Didier Robert              | 1964               |  | UMP               | La Réunion                      | 1     |
| Gérard Roche               | 1942               |  | UDI-UC            | Haute-Loire                     | 1     |
| Gilbert Roger              | 1953               |  | SOC               | Seine-Saint-Denis               | 1     |
| Yves Rome                  | 1950               |  | SOC               | Oise                            | 1     |
| Bernard Saugey             | 1943               |  | UMP               | Isère                           | 1     |
| René-Paul Savary           | 1953               |  | UMP               | Marne                           | 1     |
| Michel Savin               | 1958               |  | UMP               | Isère                           | 1     |
| Patricia Schillinger       | 1963               |  | SOC               | Haut-Rhin                       | 2     |
| Mireille Schurch           | 1949               |  | CRC               | Allier                          | 2     |
| Bruno Sido                 | 1951               |  | UMP               | Haute-Marne                     | 1     |
| Esther Sittler             | 1952               |  | UMP               | Bas-Rhin                        | 2     |
| Abdourahamane Soilihi      | 1959               |  | UMP               | Mayotte                         | 1     |
| Jean-Pierre Sueur          | 1947               |  | SOC               | Loiret                          | 1     |
| Simon Sutour               | 1952               |  | SOC               | Gard                            | 2     |
| Henri Tandonnet            | 1959               |  | UDI-UC            | Lot-et-Garonne                  | 1     |
| Catherine Tasca            | 1941               |  | SOC               | Yvelines                        | 1     |
| Michel Teston              | 1944               |  | SOC               | Ardèche                         | 2     |
| Jean-Marc Todeschini       | 1952               |  | SOC               | Moselle                         | 1     |
| André Trillard             | 1947               |  | UMP               | Loire-Atlantique                | 1     |
| Catherine Troendlé         | 1961               |  | UMP               | Haut-Rhin                       | 2     |
| Robert Tropéano            | 1939               |  | RDSE              | Hérault                         | 2     |
| François Trucy             | 1931               |  | UMP               | Var                             | 2     |
| Richard Tuheiava           | 1974               |  | SOC               | Polynésie française             | 2     |
| Alex Türk                  | 1950               |  | RASNAG            | Nord                            | 1     |
| Raymond Vall               | 1942               |  | RDSE              | Gers                            | 2     |
| René Vandierendonck        | 1951               |  | SOC               | Nord                            | 1     |
| Jean-Marie Vanlerenberghe  | 1939               |  | UDI-UC            | Pas-de-Calais                   | 1     |
| Yannick Vaugrenard         | 1950               |  | SOC               | Loire-Atlantique                | 1     |
| François Vendasi           | 1940               |  | RDSE              | Haute-Corse                     | 2     |
| Hilarion Vendégou          | 1941               |  | UMP               | Nouvelle-Calédonie              | 1     |
| Paul Vergès                | 1925               |  | CRC               | La Réunion                      | 1     |
| Michel Vergoz              | 1950               |  | SOC               | La Réunion                      | 1     |
| Jean-Pierre Vial           | 1951               |  | UMP               | Savoie                          | 2     |
| Maurice Vincent            | 1955               |  | SOC               | Loire                           | 1     |
| Dominique Watrin           | 1953               |  | CRC               | Pas-de-Calais                   | 1     |
| Richard Yung               | 1947               |  | SOC               | Français établis hors de France | 2     |
| François Zocchetto         | 1958               |  | UDI-UC            | Mayenne                         | 1     |
| Vacant                     |                    |  |                   | Saint-Martin                    | 2     |
| Vacant                     |                    |  |                   | Charente-Maritime               | 2     |
| Vacant                     |                    |  |                   | Mayenne                         | 1     |
| Vacant                     |                    |  |                   | Polynésie française             | 2     |

## Renouvellement
- La série 1 a été renouvelée pour la première fois lors des élections sénatoriales de 2011, à l'échéance du mandat des sénateurs de la série B élus en 2001 pour neuf ans, et des sénateurs de la première partie de la série C élus en 2004 pour six ans. L'allongement d'un an de ces mandats est dû à une décision du Conseil constitutionnel de 2004 qui a reporté d'un an les élections initialement prévues en 2007 et 2010, pour éviter un trop grand nombre de scrutins en 2007. Cette série sera renouvelée lors des élections sénatoriales de 2017.
- La série 2 sera renouvelée pour la première fois lors des élections sénatoriales de 2014, à l'échéance du mandat des sénateurs de la série A élus en 2008 pour six ans, et des sénateurs de la seconde partie de la série C élus en 2004 pour neuf ans.

## Doyen d'âge et benjamin
En 2016, après la mort de Paul Vergès, né en 1925, élu communiste à La Réunion, Serge Dassault, sénateur LR élu dans l'Essonne et également né en 1925, devient à nouveau doyen du Sénat. 
La benjamine du Sénat est Cécile Cukierman (née en 1976), élue dans la Loire et membre du groupe CRC.

## Modifications de la composition en cours de mandature
Nicole Bricq intègre le gouvernement le 16 mai 2012. elle est remplacée par Hélène Lipietz à compter du 17 juin 2012. Ce même jour, les anciens ministres du gouvernement Fillon, Gérard Longuet, Michel Mercier et Henri de Raincourt récupèrent leurs sièges respectivement occupés par Claude Léonard, Jean-Jacques Pignard et André Villiers pendant leurs fonctions ministérielles.
Hélène Conway-Mouret, Anne-Marie Escoffier et Thierry Repentin intègrent le gouvernement le 21 juin 2012. Ils sont remplacés respectivement par Kalliopi Ango Ela, Stéphane Mazars et André Vairetto à compter du 22 juillet 2012.    
Le sénateur PS de la Nièvre Didier Boulaud démissionne en septembre 2012. La socialiste Anne Emery-Dumas lui succède lors d'une élection partielle en décembre de la même année. C'est la seule élection partielle de la période, 2011-2014, celle du 18 mars 2012 en Lozère, consécutive à l'annulation par le Conseil constitutionnel de l'élection générale, ayant maintenu Alain Bertrand à son poste. 
Nicole Borvo Cohen-Seat, démissionnaire le 19 septembre 2012, cède son siège à Pierre Laurent. 
Odette Duriez démissionne le 28 février 2013, elle est remplacée par Hervé Poher.
Le sénateur UMP des Alpes-Maritimes René Vestri décède le 6 février 2013. Hélène Masson-Maret lui succède.
Jean-Louis Lorrain, décédé le 27 juin 2013, est remplacé par Françoise Boog.
Louis-Constant Fleming démissionne le 31 décembre 2013 mais cette démission intervenant à moins d'un an de la prochaine élection sénatoriale, il n'est pas procédé à un scrutin partiel, le siège restant vacant. Marc Massion, démissionnaire à la même date, est remplacé par Didier Marie.
René Teulade, décédé le 13 février 2014, est remplacé par sa suppléante Patricia Bordas.
Michel Mercier et Michel Doublet démissionnent le 21 avril 2014, consécutivement aux élections municipales. Le premier, élu du Rhône au scrutin proportionnel est remplacé par le suivant sur sa liste à savoir Jean-Jacques Pignard. Le second, élu au scrutin majoritaire en Charente-Maritime laisse un siège vacant, sa démission intervenant à moins d'un an de la prochaine élection sénatoriale.
Après la démission du gouvernement Ayrault, Nicole Bricq, Hélène Conway-Mouret, Anne-Marie Escoffier et Thierry Repentin, non reconduits dans le gouvernement Valls, retrouvent le Sénat le 3 mai 2014, tandis que François Rebsamen, nommé ministre, est remplacé par Isabelle Lajoux.
Laurence Rossignol et André Vallini nommé secrétaires d'état le 10 avril laissent, un mois plus tard, leurs fauteuils au Sénat respectivement à Jean-Pierre Bosino et à Éliane Giraud.
Jean Arthuis, sénateur de la Mayenne, élu député européen le 25 mai 2014, démissionne du Sénat le 30 juin, à la veille de sa prise de fonction à Strasbourg. Le même jour, Jacqueline Farreyrol, sénatrice de La Réunion, met également un terme à son mandat. Elle est remplacée par Didier Robert, candidat suivant sur la liste UMP lors des élections sénatoriales de 2011 à La Réunion
Christian Bourquin, sénateur des Pyrénées-Orientales, meurt le 25 août 2014. Il est remplacé au Sénat par sa suppléante Hermeline Malherbe-Laurent .
Gisèle Printz, sénatrice de la Moselle démissionne le 31 août 2014. Jean-Pierre Masseret, ancien sénateur et président du conseil régional de Lorraine lui succède.
Gaston Flosse, sénateur de Polynésie, est déchu de son mandat par décision du conseil constitutionnel le 16 septembre 2014